# Anthophora trochanterica
Anthophora trochanterica är en biart som beskrevs av Morawitz 1888. Anthophora trochanterica ingår i släktet pälsbin, och familjen långtungebin. Inga underarter finns listade i Catalogue of Life.